# Туризм в Волгоградской области
Туризм в Волгоградской области — часть туризма в России на территории Волгоградской области.
Государственное управление туризмом в области осуществляет комитет по развитию туризма администрации области. Область является одним из регионов-лидеров внутреннего туризма в России. Наибольшим туристским спросом являются мемориально-исторический, рекреационный, активный, религиозный, этнографический и событийный виды туризма. Также как и для других регионов Нижнего Поволжья для Волгоградской области характерны автотуризм, речные круизы и рыбалка.

## История развития туризма в Волгоградской области
В 1999 году Волгоградской областной Думой был принят закон Волгоградской области от 27 декабря 1999 г. № 358-ОД «О развитии туризма в Волгоградской области».
В 2013 году постановлением Правительства Волгоградской области от 23 апреля 2013 г. № 188-п была утверждена областная целевая программа «Развитие внутреннего и въездного туризма в Волгоградской области на 2013—2017 годы». Также в этом году приказом Министерства культуры Волгоградской области от 2 декабря 2013 г. № 01-20/388 был утвержден устав государственного бюджетного учреждения Волгоградской области «Агентство развития туризма»
С 2013 года в связи с тем, что Волгоград должен был принять у себя матчи чемпионата мира по футболу 2018 года регион стал инвестироваться для восстановлению и строительства новых коллективных средств размещения. По состоянию на 2017 год в Волгоградской области действовало 65 гостиниц общей вместимостью 5200 человек, 16 санаториев общей вместимостью 2130 человек, 217 туристических баз общей вместимостью 5500 человек. В то же время индустрия гостеприимства Волгограда и Волгоградской области была недостаточно развита. Среднегодовой коэффициент загрузки объектов коллективного размещения составлял 60 %, уровень сервиса нуждался в повышении. В рамках подготовки региона к чемпионату мира по футболу 2018 года было построено три отеля международных брендов Hampton by Hilton, Park Inn by Radisson, Hilton Garden Inn. Также вне рамок этой программы в Волгограде была построена 21 новая гостиница и реконструировано 35 комплексных средств размещения, что привело к увеличению номерного фонда на 3,1 тысячи мест и составило совокупную вместимость коллективных средств размещения более 21 тысячи человек.
Кроме того, в рамках программы подготовки к проведению чемпионата мира по футболу был специально построен новый стадион в Волгограде: «Волгоград Арена» (вместимость на время чемпионата — 43 713 зрителей). За четыре матча, проведенных в рамках чемпионата стадион посетило более 160 тысяч человек. После завершения чемпионата мира по футболу «Волгоград Арена» кроме проведения футбольных матчей также стала использоваться для проведения культурно-массовых и спортивных мероприятий, праздников, выставок и концертов.
В 2014 году Волгоградскую область посетило 796 тысяч туристов.
В 2015 году постановлением Администрации Волгоградской области от 05 июня 2015 года № 295-п была утверждена концепция развития внутреннего и въездного туризма в Волгоградской области на период до 2020 года.
В 2016 году туристский поток в Волгоградскую область составил 860 тысяч человек, в 2017 году — 903 тысячи человек. С 2016 года государственное автономное учреждение Волгоградской области «Агентство развития туризма» в рамках экскурсионного проекта «Free Walking Tours» проводит бесплатные пешие экскурсии с целью знакомства экскурсантов с историей и достопримечательностями Волгограда. С 2016 по 2019 год профессиональными экскурсоводами было проведено более 120 экскурсий по различным маршрутам.
По состоянию на 2017 год на территории Волгоградской области действовало более 260 туристических и экскурсионных маршрутов.
За все время проведения чемпионата мира по футболу 2018 года Волгоградскую область посетило 220 тысяч туристов, включая более 50 тысяч иностранных туристов. Туристический поток только июня 2018 года более чем в два раза превысил показатели 2017 года целиком.
В 2019 году с целью повышения конкурентоспособности туристского рынка Волгоградской области, удовлетворяющего потребности граждан Российской Федерации и граждан иностранных государств в качественных туристских услугах постановлением Администрации Волгоградской области от 09 апреля 2019 г. № 168-п была утверждена Государственная программа Волгоградской области «Развитие туризма в Волгоградской области». Согласно этой концепции предполагается создание на территории Волгоградской области духовно-патриотического туристского кластера «Территория побед» в который предполагается включить города Волгоград, Волжский и Камышин, создать объекты обеспечивающей и туристской инфраструктуры: причально-пристанные сооружения, коммуникационные сети, велодорожки, создать условия для маломобильных групп населения для доступа к туристским объектам, туристскую навигацию, обустройство пляжных зон, музейных экспозиций
- Природный парк «Эльтонский». Берег озера Эльтон с высоты птичьего полёта
- Музей «Казачий курень» в Иловле
- 2014 год. Фестиваль болельщиков ФИФА в Волгограде

## Виды туризма в Волгоградской области

### Военно-исторический туризм
В Волгоградской области сосредоточено большое количество объектов военно-исторической тематики, таких как музей-заповедник «Сталинградская битва», мемориальный комплекс «Героям Сталинградской битвы» на Мамаевом кургане, скульптура «Родина-мать», дом Павлова, мельница Гергардта, мемориал в селе Россошка, Солдатское поле и другие.
Скульптура «Родина-мать» является одной из самых высоких статуй мира и высочайшей статуей России и Европы. По результатам голосования Мамаев курган и монумент «Родина-мать» вошли в число семи чудес России.

### Промышленный туризм
Волгоградская область является одним из регионов-лидеров промышленного туризма в России.
Разработаны экскурсии с посещением 13 шлюза Волго-Донского канала и Волжской ГЭС, где туристы могут наблюдать за падением потоков воды с высоты 26 метров.

### Событийный туризм
В Волгоградской области проводятся национальные фестивали и праздники, которые привлекают туристов.
В селе Малые Чапурники Светлоярского района проводится областной культурно-этнографический татарский праздник «Сабантуй». В программу праздника входят выступления коллективов художественной самодеятельности, показательные выступления борцов, национальная борьба на поясах куреш, бег в мешках, лазание на шест, конные скачки, детские национальные игры: «Плетение косы» и «Разбей горшок», организуется продажа национальных сувениров и работает чайхана, где можно дегустировать блюда татарской кухни.
C 2005 года в станице Букановской Кумылженского района ежегодно проходит эколого-краеведческий праздник «Хоперские зори Михаила Шолохова» посвященный писателю Михаилу Шолохову, который здесь провёл юность и начал создавать роман «Тихий Дон». На празднике туристов ждут выступления творческих самодеятельных коллективов, столы с традиционными казачьими угощениями-разносолами, праздничная ярмарка.
С 2007 года ежегодно в конце августа в городе Камышин проводится Камышинский арбузный фестиваль, включающий парад-карнавал, карвинг, состязание пугал «Бахчевой страж», угощение в «Арбузной обжорке», «Арбузное мочилово» — бои мякотью арбуза, конкурс тематических летательных аппаратов «Летающие корки».
С 2008 года на территории Волгоградской области ежегодно проводится фестиваль военно-исторической реконструкции «Царицын», посвященный освоения южных рубежей России в XVII веке. В программу фестиваля входят ярмарка мастеров, парад военно-исторических клубов, мастер-классы по стрельбе из лука, историческому фехтованию. На фестивале можно увидеть государевых стрельцов, вольных казаков, европейских наемников и других персонажей XVII века.
Также из наиболее известных ежегодных мероприятий областного и федерального масштаба на территории Волгоградской области можно выделить областной праздник «День семьи, любви и верности» (Камышинский район, село Лебяжье), мотокросс «Битва на Волге», Кубок России по сноукайтингу, всероссийские соревнования по подводной охоте, гоночные состязания крейсерских яхт, чемпионат Волгоградской области по ралли-рейду «Генералы песчаных карьеров», всероссийский фестиваль национальных культур народов Поволжья «Сарептские встречи», межрегиональный фестиваль национальных культур «От Волги до Дона».
- Историко-этнографический и архитектурный музей-заповедник «Старая Сарепта»
- Велосипедный маршрут «Тропами Задонья». Природный парк «Донской»
- Природный парк «Щербаковский». Урочище «Мостовое». Рыбаки поймали сома
- Камышинский арбузный фестиваль

### Этнокультурный туризм
Волгоградская область исторически сформировалась как многонациональная и стала средоточием различных национальных культур и вероисповеданий. Здесь проживает более 100 национальностей. На территории области расположено более 30 музеев краеведческого направления, и практически в каждом из них есть экспозиции, посвященные этнографической тематики. Этнографический туризм знакомит гостей региона с культурой, бытом и многообразием культурных обычаев народов, проживающих в Волгоградской области.
В 1989 году в Красноармейском районе Волгограда на базе сохранившегося историко-архитектурного комплекса колонии поволжских немцев был создан историко-этнографический и архитектурный музей-заповедник «Старая Сарепта» — архитектурный ансамбль в стиле саксонского барокко, включающий в себя 23 сохранившихся здания XVIII—XIX веков. Сегодня это крупный культурный, туристический, научно-исследовательский центр Волгограда и региона. Это самый большой в России архитектурный комплекс, построенный колонистами-гернгутерами в заволжских степях. Включен в «Перечень объектов исторического и культурного наследия федерального значения».
В 2004 году в селе Малые Чапурники Светлоярского района был основан культурно-этнографический центр татарского народа «Туган Як». Выставочная экспозиция центра воссоздает традиционное жилище татар рубежа XVIII — XIX веков и включает в себя предметы быта, мебель, музыкальные инструменты, украшения того времени. Одна из экспозиций центра рассказывает о творчестве татарского народного поэта, литературного критика, публициста, общественного деятеля и переводчика — Габдуллы Тукая. При центре работает факультатив по изучению татарского языка, арабской графики, обычаев, обрядов; организованы два татарских вокальных коллектива, детский фольклорный ансамбль.
В поселке Иловля в 80 километрах к северу от Волгограда под открытым небом находится этнографический музей-заповедник народной архитектуры и быта донских казаков «Казачий курень», который представляет собой усадьбу казака-середняка конца ХIХ — начала XX века, с сохранившимися подлинными экспонатами традиционного быта — дом (курень), летняя кухня, гончарная мастерская, конюшни, хозяйственные постройки. Основными видами деятельности музея являются экскурсионная, лекционная, научно-исследовательская, экспозиционно-выставочная. Кроме того, традиционным стало проведение календарных и обрядовых фольклорных праздников, народных ярмарок, фестивалей народных умельцев, проведение дегустации казачьих блюд и напитков. Туристы имеют возможность совершить верховую прогулку на орловских рысаках и принять участие в театрализованных казачьих обрядах: «Проводы казака на службу», «Казачья свадьба», «Девичьи посиделки», услышать традиционные песни и попробовать казачьи блюда — пышки с медом и каймаком, а также поучаствовать в интерактивных программах «Посвящение в казаки», «Казачья свадьба».
На территории поселка Эльтон Палласовского района, который является местом компактного проживания казахов на территории Волгоградской области находится этнографический центр «Алтын-Нур». Основу центра составляют две казахские юрты и русская изба. В одной из юрт устроен музей казахской культуры, где туристы могут познакомиться с традициями и обычаями казахов, а также, примерить национальные казахские и русские костюмы, прокатиться на верблюдах и отведать национальные казахские блюда.

### Экологический туризм
В 2005 году на территории Серафимовичского района был организован обладающий ландшафтным разнообразием природный парк «Усть-Медведицкий», в котором проложены экологические тропы; оборудованы смотровые площадки с видом на Донскую излучину, Арчедино-Донские пески, устье Хопра и Медведицы; проводятся маршруты по родникам и лесным массивам.
В пойменном междуречье Волги и Ахтубы находится природный парк «Волго-Ахтубинская пойма» обладающий разнообразием природных форм и в котором разработаны 12 экологических маршрутов. Парк принимает туристов небольшими организованными группами, в нескольких километрах от биостанции для школьников организован экоцентр, где проводятся полевые школы.
В природном парке «Эльтонский» туристам предлагаются десятки экологических и спортивно-оздоровительных маршрутов с экзотическими ландшафтами ненарушенного массива пустынных степей, в котором расположены уникальные объекты соляно-купольного происхождения — озеро Эльтон и впадающие в него минеральные реки. Также разработаны экологические и рыболовные туры по рекам Дон, Хопер, Кумылга, природному парку «Шакинская Дубрава».

### Лечебно-оздоровительный туризм
Озеро Эльтон — крупнейшее солёное озеро Европы с целебными свойствами на котором находится известный бальнеологический курорт России. В 1910 году на берегу озера основан лечебный санаторий «Эльтон» (перенесён на новое место в 1945 году), где лечат заболевания периферической нервной системы, органов движения и опоры, пищеварения, гинекологические заболевания. В грязелечебницу санатория доставляется иловая сульфидная грязь и рапа озера. Также для питья используется вода из Сморогдинского хлоридно-сульфатного натриевого источника. Дважды в день организуются автобусные экскурсии к озеру, где желающие могут принять «дикие» ванны в вырытых ямах. В санатории также возможно взять велосипеды для прогулок по заповедным окрестностям озера.
- Природный парк  «Донской». Активный отдых на Дону
- Мамаев курган. Зал воинской славы
- Здание мельницы Гергардта
- «Волгоград Арена» во время проведения чемпионата мира по футболу 2018 года